# Червинская, Лидия Давыдовна
Лидия Давыдовна Червинская (17 (30) декабря 1906, Киев — 17 июля 1988, Монморанси) — русская поэтесса «первой волны» эмиграции.

## Биография
Родилась 17 декабря (по старому стилю) 1906 года в Киеве, в семье Давида Моисеевича (Дувида Мошковича) Червинского — земледельца еврейской земледельческой колонии Цветнянская, основанной в Цветнянской волости при селе Цветное Чигиринского уезда Киевской губернии в 1848 году; мать — Марьям Идель-Мордковна Червинская. У неё была старшая сестра Серафима (1905—?) и младшая сестра Елена (1908—?). Детские годы провела в родительской колонии.
В 1920 году эмигрировала с семьёй в Константинополь. С начала 1920-х годов — в Париже. Печатала стихи с 1930 года. В начале 1930-х годов в Стамбуле познакомилась с Марком Лазаревичем Леви, публиковавшимся под литературным псевдонимом «М. Агеев», с которым у неё сложились романтические отношения.
Во время Второй мировой войны участвовала во французском Сопротивлении. Под именем «Катрин» она стала агентом подпольной антифашистской организации Еврейская армия, занимаясь переправкой евреев в безопасную зону. В ходе подготовки одной из операций по эвакуации людей была обманута своим любовником и двойным агентом, работавшим на Гестапо. В мае-июле 1944 года многие участники еврейского подполья были арестованы и отправлены в концлагеря, части людей удалось спастись.
29 августа 1944 года Лидия Червинская была арестована французскими властями за пособничество и пробыла под арестом больше года. По итогам рассмотрения дела её оправдали, не найдя доказательств тому, что она знала, кем на самом деле был любовник.
В послевоенные годы некоторое время жила в Мюнхене, работала на радиостанции «Свобода». Скончалась в доме престарелых под Парижем.

## Творчество
В поэзии — в основном, камерная лирика; критики относили Червинскую к числу наиболее последовательных приверженцев поэтики «парижской ноты».
Поэзия Червинской подчёркнуто эмоциональна, полна мотивами любви, тоски, слёз и сомнения. В её стихах запечатлены контрасты между идеалом и действительностью, надеждой и разочарованием, прошлым и настоящим, эмиграцией и Россией. Стихи Червинской музыкальны, благодаря повторам и анафорам им свойственна доходчивость и сила внушения.
Город. Огни. Туман.
Всё-таки мы умрём.
В комнате тёмный диван,
Лучше побудем вдвоём.
Ты для меня поиграй
Старое что-нибудь — так...
Есть ли там ад или рай,
Это такой пустяк.
Это не важно сейчас...
Месяцы тихо идут,
Месяцы страх берегут,

Месяцы помнят о нас.
В январе 2023 года стихотворение «Город. Огни. Туман.» вошло в музыкальный альбом «После России», посвященный поэтам «незамеченного поколения» первой волны российской эмиграции, в исполнении АлоэВера.

## Сборники стихов
- Приближения, Paris: Числа, 1934. Первый поэтический сборник посвятила поэту Лазарю Кельберину, бывшему тогда её мужем.
- Рассветы, Paris, 1937 (с посвящением Г. Адамовичу)
- Двенадцать месяцев, Paris: Рифма, 1956
- Невидимая птица: Стихотворения, проза, заметки. — Рудня-Смоленск: Мнемозина, 2011. 360 стр. (Серия «Серебряный пепел»).